# Cerkiew Narodzenia św. Jana Chrzciciela w Moskwie (Priesnienskij)
Cerkiew Narodzenia św. Jana Chrzciciela – prawosławna cerkiew w Moskwie, w dekanacie centralnym eparchii moskiewskiej Rosyjskiego Kościoła Prawosławnego.

## Historia
Pierwsza cerkiew Narodzenia św. Jana Chrzciciela w dzielnicy Priesnia została wzniesiona w 1685 r. Była to budowla drewniana. Na jej miejscu w 1734 r. zbudowano nową świątynię murowaną pod tym samym wezwaniem. Była to świątynia z dwoma ołtarzami – głównym Narodzenia św. Jana Chrzciciela i bocznym św. Jana Rycerza. W latach 1806–1810 z fundacji cerkiewnego starosty Riezanowa dostawiono do niej dzwonnicę, zaś w 1830 r. – obszerny przedsionek, którego wzniesienie ufundował lekarz M. Mudrow. W przestrzeni przedsionka rozmieszczono jeszcze jeden ołtarz boczny Mądrości Bożej.
Cerkiew Narodzenia św. Jana Chrzciciela jako jedna z nielicznych prawosławnych świątyń w Moskwie przez cały okres radziecki nie była zamykana, a po II wojnie światowej stała się jedną z najczęściej odwiedzanych przez wiernych cerkwi parafialnych. W budynku sprawowali nabożeństwa między innymi patriarchowie moskiewscy i całej Rusi: Aleksy I, Pimen i Aleksy II, a także przybywający z oficjalnymi wizytami do Moskwy patriarchowie: aleksandryjski – Mikołaj VI – i jerozolimski – Diodor.
We wnętrzu cerkwi, według opisu z 1861 r., znajdowały się ikonostasy w stylu empire. W 1892 r. zastąpiono je konstrukcjami naśladującymi ikonostasy z moskiewskiego soboru Chrystusa Zbawiciela. W latach 90. XIX wieku przy cerkwi znajdowała się pracownia Wiktora Wasniecowa i ten właśnie artysta wykonał w niej freski, w tym kompozycje „Bóg Słowo”, „Ojcostwo” i „Złożenie do grobu”, analogiczne do tych, które namalował w soborze św. Włodzimierza w Kijowie. Wasniecow ukończył prace nad freskami w 1898 r., cztery lata po tym, gdy zakończył prace w Kijowie. Malarz nie tylko sam tworzył dekorację wnętrza cerkwi, ale i kierował pracami przy wykonaniu mozaik w świątyni. Umieszczony za ołtarzem obraz „Pokłon wojowników” jest natomiast kopią obrazu Wasilija Wierieszczagina z soboru Chrystusa Zbawiciela.
Z uwagi na fakt, że cerkiew nigdy nie była zamykana, zachowały się w niej liczne ikony z XVII i XVIII w. Trafiło do niej również wiele wizerunków z likwidowanych parafii prawosławnych w Moskwie. Ikona patronalna świątyni została napisana przez Jefima Iwanowa w 1686 r. Jeszcze starsza jest ikona Jana Chrzciciela Anioła Pustyni, datowana na przełom XVI i XVII w., wystawiona w kiocie przed lewym klirosem. Szczególną czcią otaczana jest również przez wiernych Akatystowa Ikona Matki Bożej wykonana na przełomie XIX i XX w. w monasterze św. Pantelejmona na Athosie. Po 1989 r. na wyposażeniu obiektu znalazły się także wizerunki nowych świętych kanonizowanych przez Cerkiew począwszy od tego roku.